# 1230
1230 (MCCXXX) fue un año común comenzado en martes del calendario juliano.

## Acontecimientos
- 12 de enero: Jaime I conquista la isla de Mallorca.
- 9 de marzo: 220 km al sureste de Sofía (Bulgaria), el zar búlgaro Iván Asen II derrota a Teodoro (del Despotado de Epiro) en la batalla de Klokotnitsa.
- Alfonso IX de León conquista Badajoz y Mérida.
- Formación de la Corona de Castilla tras la unión de los reinos de Castilla y de León bajo el mando de Fernando III el Santo.
- En el noroeste de la península ibérica, la región de Galicia es heredada por doña Sancha y doña Dulce (hijas de Alfonso IX. Los obispos gallegos y la aristocracia de León proclaman a Fernando III.
- En Mesoamérica, el rey Chalco Atenco conquista la ciudad de Cuitláhuac.

## Nacimientos
- Enrique de Castilla "El Senador", infante de Castilla y de León, hijo de Fernando III el Santo, rey de León y de Castilla, y de Beatriz de Suabia.
- Jacobo De Voragine (fecha aproximada), hagiógrafo italiano, arzobispo de Génova.

## Fallecimientos
- 28 de julio: Leopoldo VI de Austria, El Glorioso.
- 15 de agosto: Alfonso IX de León, hijo del rey Fernando II de León y de la reina Urraca de Portugal. Fue padre de Fernando III el Santo, rey de León y de Castilla.
- Walther von der Vogelweide, poeta alemán.